# Шарл-Валантен Алкан
Шарл-Валантен Алкан (на френски: Charles-Valentin Alkan) е френски композитор и пианист.

## Биография
Роден е на 30 ноември 1813 г. в Париж в еврейско семейство. Баща му е музикант и той започва да се занимава с музика от най-ранна възраст, като постъпва в Парижката консерватория преди да навърши шест години. През 30-те и 40-те години е сред популярните фигури в артистичния живот на града и е смятан за най-виртуозния пианист там, наред с Фредерик Шопен и Франц Лист. След 1848 г. силно ограничава публичните си изяви и се занимава главно с композиране.
Шарл-Валантен Алкан умира на 29 март 1888 г. в Париж.